# Antiblemma melanosemata
Antiblemma melanosemata là một loài bướm đêm trong họ Erebidae.